# Acetonitril
Az acetonitril (metil-cianid, MeCN, ACN) színtelen, enyhe szagú folyadék. Képlete: CH3CN. Ez a legegyszerűbb szerves nitril-származék, amelyet oldószerként széles körben alkalmaz a vegyipar.

## Előállítása
Az acetonitrilt közvetlenül nem gyártják. Legfőbb forrása az akrilnitril szintézise, ahol 2-4%-ban melléktermékként képződik. Ugyanakkor számos egyéb előállítási lehetőség is ismert, de kereskedelmi jelentősége egyiknek sincs. Ezek közül említést érdemel az acetamid dehidratálása, a szén-monoxid/ammónia gázkeverék katalitikus hidrogénezése és a metil-bromid nátrium-cianiddal történő reakciója.

## Felhasználása

### Oldószer
Az acetonitril igen poláros oldószer (dipólmomentum: 3,84 D), ezért vízzel elegyedik. Korábban körömlakk lemosókban is alkalmazták, de 2000 márciusa óta az Európai Unióban erre a célra nem használható. Helyét átvette az aceton, a metil-etil-keton és az etil-acetát. Az acetonitril számos vegyület kiváló oldószere, ezért a legnagyobb mennyiségben a vegyipar használja. Gyógyszergyártásban, butadién tisztításában és a filmgyártásban van nagy jelentősége. Továbbá alacsony a viszkozitása és a reaktivitása is. Ezen és előbb említett tulajdonságai miatt igen elterjedten alkalmazzák műszeres analitikai (HPLC, ciklikus voltametria) vizsgálatokban.

### Vegyipari szintézisekben
Az acetonitril két szénatomos építőelem szerves vegyipari szintézisekben, például növényvédő szerek és illatanyagok előállításánál. Klórciánnal való reakciójában malonitril képződik.

### Átmenetifém-ligandum
Kémiai alapkutatásban átmenetifémekkel alkotott komplex vegyületei is említést érdemelnek. Ilyen például a palládium-dikloriddal alkotott vegyülete: PdCl2(MeCN)2, amely közvetlenül képződik PdCl2 és MeCN reakciójában.

## Mérgező tulajdonság
Maga az acetonitril csak mérsékelten toxikus, de az emberi szervezetbe jutva és ott metabolizálva hidrogén-cianid szabadul fel, amely aztán felelős a mérgezési tünetekért. Ilyenek lehetnek néhány órával az expozíciót követően a nehéz légzés, alacsony pulzus, hányinger, hányás és rángatódzás. Súlyosabb esetben kómás állapot is létrejöhet, amelyet a halál követhet légzésbénulás következtében. A mérgezést szenvedett személyt úgy kell elsősegélyben részesíteni, mintha ciánmérgezése lenne. Tiszta oxigén lélegeztetése, valamint nátrium-nitrit vagy nátrium-tioszulfát injektálása intravénásan.